# 존 레논 공원

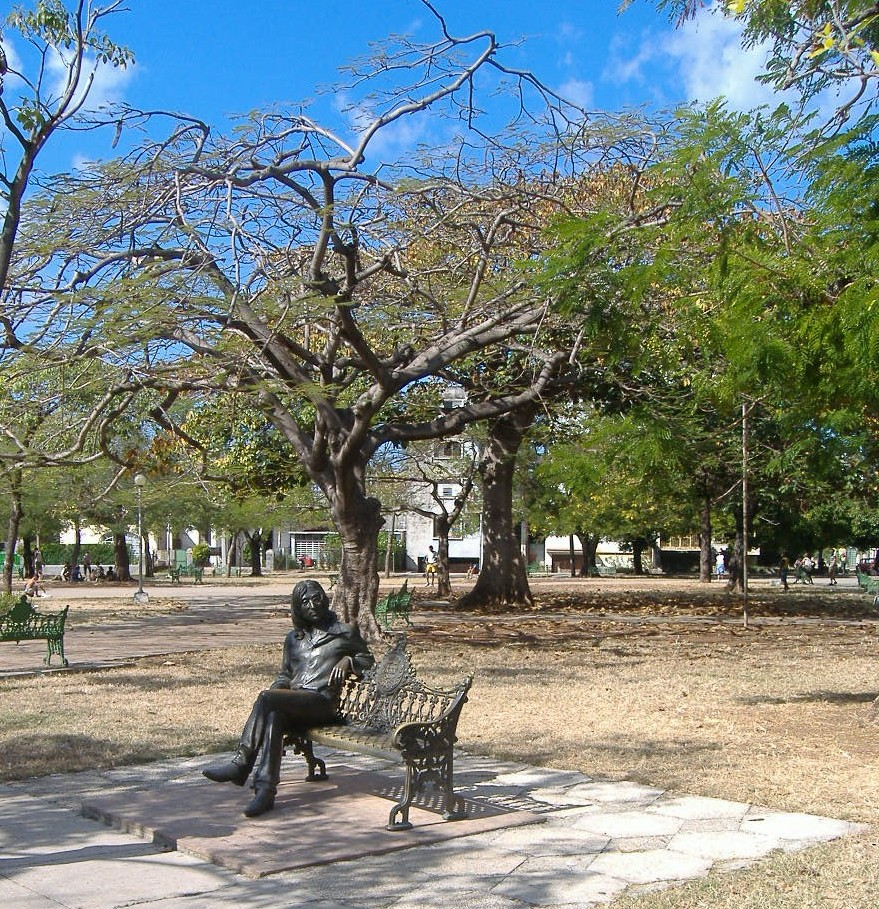
존 레넌 공원에 있는 존 레논 동상

존 레논 공원(John Lennon Park)은 쿠바의 수도 아바나에 위치한 공원이다. 공원 내에는 존 레논의 동상이 세워져 있으며 이 동상은 존 레논의 사망일 20년이 되는 2000년 12월 8일 제작되었다. 존 레논의 동상은 2000년 12월 8일 제작되었다.

## 같이 보기
- 레논 벽